# Papa Pau II
Pau II (Venècia, 23 de febrer de 1417 - Roma, 26 de juliol de 1471) fou un papa de Roma. Va néixer amb el nom de Pietro Barbo, fill de Niccolo Barbo i Polixena Condulmer, germana d'Eugeni IV. Encara que va estudiar la carrera d'administració va rebre una bona educació religiosa i un cop el seu oncle va ser elevat a papa va ingressar al camp eclesiàstic.
El 1440 fou nomenat cardenal i el 30 d'agost de 1464 va succeir Pius II gràcies a la insatisfacció d'alguns dels cardenals amb la política del seu predecessor.
Va manar construir el Palacio di San Marco (avui conegut com a Palacio di Venecia), va revisar els estatuts municipals de Roma, va organitzar treballs d'ajuda entre els pobres, va atorgar pensions a alguns cardenals i a tots aquells que tinguessin el privilegi d'utilitzar el birret vermell. Va estimular l'estudi humanístic protegint les universitats i estimulant l'art de la impremta. Va decretar el 1470 la celebració del Jubileu cada 25 anys. Va intentar reunificar l'església russa amb la catòlica, però va fracassar en l'intent. Va donar suport a la Renat I durant la Guerra Civil catalana.
Va morir a Roma el 26 de juliol de 1471.